# Delfino Pescara 1936 2013-2014
Questa voce raccoglie le informazioni riguardanti il Delfino Pescara 1936 nelle competizioni ufficiali della stagione 2013-2014.

## Stagione
Nella stagione 2013-2014 dopo l'amara retrocessione dalla massima serie ed il mesto ritorno in Serie B, il Pescara vince la sua prima gara ufficiale nel secondo turno di Coppa Italia ai danni del Pordenone, sconfitto (1-0) all'Adriatico, e nel turno successivo elimina anche il Torino, sconfitto in Piemonte (1-2). poi il 3 dicembre nel quarto turno lascia il torneo, sconfitto (3-0) dallo Spezia. In campionato il Pescara ottiene 52 punti con il quindicesimo posto. Sulla panchina bianco azzurra Pasquale Marino fino a fine febbraio, poi tocca a Serse Cosmi portare a termine il campionato, mantenendo senza patemi la categoria. Disputa un sontuoso girone di andata, chiuso dal Pescara in quarta posizione con 34 punti, in piena lotta promozione, nel ritorno però il tracollo con soli 18 punti raccolti. Il napoletano Riccardo Maniero con 15 reti è stato il miglior marcatore stagionale pescarese, 2 delle quali segnate in Coppa Italia e 13 firmate in campionato.

## Divise e sponsor
Per la stagione 2013-2014 è confermato lo sponsor tecnico Erreà.
| Casa | Trasferta | Terza maglia |

## Organigramma societario
Area direttiva
- Presidente: Daniele Sebastiani
- Vice Presidente: Gabriele Bankowski
- Amministratore Delegato: Danilo Iannascoli
- Direttore Sportivo: Giorgio Repetto

Area tecnica
- Allenatore: Pasquale Marino (fino al 22 febbraio 2014), poi Serse Cosmi
- Vice allenatore: Massimo Mezzini (fino al 22 febbraio 2014), poi Mario Palazzi
- Preparatore portieri: Catello Senatore
- Preparatori atletici : Iuri Bartoli e Vincenzo Teresa (fino al 22 febbraio 2014), poi Francesco Bulletti
- Collaboratore tecnico: Lorenzo Rubinacci (dal 24 febbraio 2014)

## Rosa
Rosa, numerazione e ruoli sono aggiornati al 1º febbraio 2014.
| N. |                     | Ruolo | Calciatore                 |
| -- | ------------------- | ----- | -------------------------- |
| 1  | Italia (bandiera)   | P     | Mirko Pigliacelli          |
| 1  | Lituania (bandiera) | P     | Tomas Švedkauskas          |
| 3  | Italia (bandiera)   | D     | Paolo Frascatore           |
| 3  | Italia (bandiera)   | D     | Simone Salviato            |
| 5  | Italia (bandiera)   | D     | Marco Capuano              |
| 6  | Italia (bandiera)   | D     | Luciano Zauri              |
| 7  | Italia (bandiera)   | C     | Matteo Politano            |
| 9  | Italia (bandiera)   | A     | Giammario Piscitella       |
| 10 | Italia (bandiera)   | C     | Federico Viviani           |
| 10 | Mali (bandiera)     | A     | Mamadou Samassa            |
| 11 | Italia (bandiera)   | A     | Aniello Cutolo             |
| 13 | Croazia (bandiera)  | A     | Ante Vukušić               |
| 14 | Italia (bandiera)   | D     | Antonio Balzano (capitano) |
| 15 | Italia (bandiera)   | D     | Antonio Bocchetti          |
| 16 | Uruguay (bandiera)  | C     | Gastón Brugman             |
| 17 | Italia (bandiera)   | C     | Giuseppe Fornito           |
| 18 | Italia (bandiera)   | C     | Giuseppe Rizzo             |

| N. |                      | Ruolo | Calciatore                     |
| -- | -------------------- | ----- | ------------------------------ |
| 19 | Italia (bandiera)    | A     | Riccardo Maniero               |
| 20 | Danimarca (bandiera) | C     | Matti Lund Nielsen             |
| 21 | Italia (bandiera)    | D     | Raffaele Schiavi               |
| 22 | Italia (bandiera)    | P     | Ivan Pelizzoli (vice capitano) |
| 23 | Serbia (bandiera)    | D     | Uroš Ćosić                     |
| 25 | Italia (bandiera)    | P     | Emanuele Belardi               |
| 26 | Italia (bandiera)    | A     | Federico Di Francesco          |
| 27 | Italia (bandiera)    | C     | Antonino Ragusa                |
| 28 | Italia (bandiera)    | C     | Andrea Bovo                    |
| 29 | Italia (bandiera)    | D     | Andrea Rossi                   |
| 30 | Albania (bandiera)   | C     | Elvis Kabashi                  |
| 31 | Italia (bandiera)    | A     | Stefano Padovan                |
| 32 | Italia (bandiera)    | A     | Ferdinando Sforzini            |
| 30 | Croazia (bandiera)   | D     | Hrvoje Miličević               |
| 33 | Croazia (bandiera)   | D     | Dario Župarić                  |
| 46 | Italia (bandiera)    | A     | Giuseppe Mascara               |

## Calciomercato

### Sessione estiva(dall'1/7 al 2/9)
| Acquisti | Acquisti               | Acquisti          | Acquisti                              |
| R.       | Nome                   | da                | Modalità                              |
| -------- | ---------------------- | ----------------- | ------------------------------------- |
| P        | Mirko Pigliacelli      | Parma             | prestito                              |
| P        | Riccardo Ragni         | Nocerina          | fine prestito                         |
| D        | Uroš Ćosić             | CSKA Mosca        | riscatto del prestito (0,8 milioni €) |
| D        | Dario Župarić          | Cibalia           | definitivo (0,7 milioni €)            |
| D        | Riccardo Brosco        | Ternana           | fine prestito                         |
| D        | Marco Perrotta         | Paganese          | fine prestito                         |
| D        | Simone Romagnoli       | Spezia            | fine prestito                         |
| D        | Christian Terlizzi     | Siena             | fine prestito                         |
| D        | Andrea Rossi           | Parma             | prestito                              |
| D        | Raffaele Schiavi       | Parma             | prestito                              |
| D        | Paolo Frascatore       | Roma              | prestito                              |
| C        | Birkir Bjarnason       | Standard Liegi    | definitivo (0,9 milioni €)            |
| C        | Giuseppe Rizzo         | Reggina           | definitivo                            |
| C        | Matti Lund Nielsen     | Verona            | fine prestito                         |
| C        | Danilo Soddimo         | Grosseto          | fine prestito                         |
| C        | Federico Viviani       | Roma              | prestito                              |
| C        | Juan Fernando Quintero | Atlético Nacional | riscatto del prestito (2,4 milioni €) |
| C        | Giuseppe Fornito       | Napoli            | prestito                              |
| C        | Elvis Kabashi          | Juventus          | prestito                              |
| C        | Luca Lulli             | Paganese          | fine prestito                         |
| C        | Gastón Brugman         | Grosseto          | fine prestito                         |
| A        | Aniello Cutolo         | Padova            | definitivo                            |
| A        | Giuseppe Mascara       |                   | svincolato                            |
| A        | Matteo Politano        | Roma              | compartecipazione (0,5 milioni €)     |
| A        | Giammario Piscitella   | Roma              | compartecipazione (1,5 milioni €)     |
| A        | Riccardo Maniero       | Ternana           | fine prestito                         |
| A        | Antonino Ragusa        | Ternana           | fine prestito                         |
| A        | Stefano Padovan        | Juventus          | prestito                              |

| Cessioni | Cessioni               | Cessioni        | Cessioni                      |
| R.       | Nome                   | a               | Modalità                      |
| -------- | ---------------------- | --------------- | ----------------------------- |
| P        | Mattia Perin           | Genoa           | fine prestito                 |
| P        | Salvatore Falso        | Sulmona         | prestito                      |
| P        | Riccardo Ragni         | Aprilia         | prestito                      |
| D        | Damiano Zanon          |                 | svincolato                    |
| D        | Per Krøldrup           |                 | svincolato                    |
| D        | Simone Romagnoli       |                 | svincolato                    |
| D        | Nicolás Bianchi Arce   | Banfield        | definitivo                    |
| D        | Riccardo Brosco        | Parma           | risoluzione compartecipazione |
| D        | Francesco Modesto      | Parma           | fine prestito                 |
| C        | Manuele Blasi          |                 | svincolato                    |
| C        | Rômulo Eugênio Togni   |                 | svincolato                    |
| C        | Luca Berardocco        |                 | svincolato                    |
| C        | Juan Fernando Quintero | Porto           | definitivo (5 milioni €)      |
| C        | Gaetano D'Agostino     | Siena           | fine prestito                 |
| C        | Luca Lulli             | Teramo          | definitivo                    |
| C        | Danilo Soddimo         | Frosinone       | definitivo                    |
| A        | Mervan Çelik           | Gençlerbirliği  | definitivo (0,5 milioni €)    |
| C        | Emmanuel Cascione      | Parma           | definitivo                    |
| C        | Federico Di Francesco  | Parma           | definitivo                    |
| C        | Birkir Bjarnason       | Sampdoria       | definitivo                    |
| A        | Jonathas               | Latina          | definitivo                    |
| A        | Gianluca Caprari       | Roma            | definitivo (2 milioni €)      |
| A        | Vladimir Weiss         |                 | svincolato                    |
| A        | Elvis Abbruscato       | Cremonese       | definitivo                    |
| A        | Giuseppe Sculli        | Lazio           | fine prestito                 |
| A        | Milton Caraglio        | Arsenal Sarandí | definitivo                    |

### Operazioni tra le due sessioni
| Acquisti | Acquisti         | Acquisti | Acquisti   |
| R.       | Nome             | da       | Modalità   |
| -------- | ---------------- | -------- | ---------- |
| P        | Emanuele Belardi | -        | svincolato |

| Cessioni | Cessioni | Cessioni | Cessioni |
| R.       | Nome     | a        | Modalità |
| -------- | -------- | -------- | -------- |

### Sessione invernale(dall'3/1 al 31/1)
| Acquisti | Acquisti              | Acquisti        | Acquisti                               |
| R.       | Nome                  | da              | Modalità                               |
| -------- | --------------------- | --------------- | -------------------------------------- |
| A        | Gianluca Caprari      | Roma            | riscatto comproprietà (1,75 milioni €) |
| C        | Andrea Bovo           | Spezia          | definitivo                             |
| P        | Tomas Švedkauskas     | Roma            | prestito                               |
| A        | Federico Di Francesco | Parma           | prestito                               |
| D        | Simone Salviato       | Novara          | prestito                               |
| A        | Mamadou Samassa       | Chievo          | prestito                               |
| D        | Hrvoje Miličević      | Zrinjski Mostar | definitivo                             |
| P        | Salvatore Falso       | Sulmona         | fine prestito                          |

| Cessioni | Cessioni             | Cessioni     | Cessioni                              |
| R.       | Nome                 | a            | Modalità                              |
| -------- | -------------------- | ------------ | ------------------------------------- |
| A        | Giammario Piscitella | Roma         | riscatto comproprietà (1,5 milioni €) |
| A        | Ante Vukušić         | Losanna      | prestito                              |
| C        | Federico Viviani     | Roma         | fine prestito                         |
| P        | Salvatore Falso      | Civitanovese | prestito                              |
| C        | Elvis Kabashi        | Juventus     | fine prestito                         |
| D        | Paolo Frascatore     | Roma         | fine prestito                         |
| A        | Stefano Padovan      | Juventus     | fine prestito                         |
| P        | Mirko Pigliacelli    | Parma        | fine prestito                         |

## Risultati

### Serie B

#### Girone di andata
| Arbitro: | Mariani (Aprilia) |

|                              |           |  |
| Maniero 22’, 44’ Brugman 74’ | Marcatori |  |

| Arbitro: | Candussio (Cervignano del Friuli) |

|                                         |           |                      |
| Capuano 34’ (aut.) Bocchetti 69’ (aut.) | Marcatori | 9’ Ragusa 57’ Cutolo |

| Arbitro: | Nasca (Bari) |

|                         |           |                                  |
| Maniero 43’ Nielsen 58’ | Marcatori | 30’ (rig.), 77’ (rig.) Torromino |

| Arbitro: | Pinzani (Empoli) |

|                                 |           |                         |
| Pavoletti 24’, 88’ Fiamozzi 62’ | Marcatori | 12’ Maniero 84’ Viviani |

| Arbitro: | Ostinelli (Como) |

|  |           |            |
|  | Marcatori | 12’ Galano |

| Arbitro: | Cervellera (Taranto) |

|               |           |                |
| Viviani 45+2’ | Marcatori | 48’ E. Massimo |

| Arbitro: | Ciampi (Roma) |

|              |           |              |
| Granoche 70’ | Marcatori | 88’ Politano |

| Arbitro: | Pairetto (Nichelino) |

|            |           |          |
| Cutolo 29’ | Marcatori | 57’ Bovo |

| Arbitro: | Di Bello (Brindisi) |

|          |           |  |
| Muñoz 1’ | Marcatori |  |

| Arbitro: | Baracani (Firenze) |

|  |           |              |
|  | Marcatori | 71’ Jonathas |

| Arbitro: | Nasca (Bari) |

|                                |           |                                            |
| Schiavi 36’ (aut.) Gerardi 88’ | Marcatori | 53’ (rig.) Maniero 59’ Politano 63’ Ragusa |

| Arbitro: | Mariani (Aprilia) |

|                                     |           |                                                   |
| Mascara 36’ Ragusa 44’ Politano 56’ | Marcatori | 21’ Grossi 75’ And. Caracciolo 90+4’ (aut.) Zauri |

| Arbitro: | Gavillucci (Latina) |

|  |           |            |
|  | Marcatori | 11’ Ragusa |

| Arbitro: | Manganiello (Pinerolo) |

|                        |           |              |
| Ragusa 13’ Maniero 88’ | Marcatori | 62’ Avenatti |

| Novara 22 novembre 2013, ore 20:30 CET 15ª giornata | Novara           | 0 – 0 referto | Pescara | Stadio Silvio Piola (4.509 spett.)\| Arbitro: \| Pinzani (Empoli) \| |
| Arbitro:                                            | Pinzani (Empoli) |               |         |                                                                      |

| Arbitro: | Roca (Foggia) |

|                                                  |           |                          |
| Brugman 15’ Maniero 49’ (rig.), 78’ Politano 61’ | Marcatori | 36’ Concas 87’ Di Gaudio |

| Arbitro: | Fabbri (Ravenna) |

|                |           |                                     |
| Giacomazzi 31’ | Marcatori | 14’ Ragusa 21’ Politano 55’ Maniero |

| Arbitro: | Cervellera (Taranto) |

|  |           |                    |
|  | Marcatori | 11’ (rig.) Maniero |

| Arbitro: | Ghersini (Genova) |

|            |           |  |
| Cutolo 80’ | Marcatori |  |

| Arbitro: | Pairetto (Nichelino) |

|  |           |              |
|  | Marcatori | 45+1’ Ragusa |

| Arbitro: | Gavillucci (Ferrara) |

|            |           |                            |
| Ragusa 52’ | Marcatori | 19’ Tavano 72’ Pucciarelli |

#### Girone di ritorno
| Arbitro: | Merchiori (Ferrara) |

|                                     |           |                         |
| Lanzaro 84’ Di Carmine 90+2’ (rig.) | Marcatori | 49’ (aut.) Ghiringhelli |

| Arbitro: | Fabbri (Ravenna) |

|  |           |             |
|  | Marcatori | 54’ Gambino |

| Arbitro: | Baracani (Firenze) |

|                                   |           |  |
| Bernardeschi 29’, 61’ Cataldi 66’ | Marcatori |  |

| Arbitro: | Borriello (Mantova) |

|             |           |                             |
| Maniero 69’ | Marcatori | 39’ Trevisan 78’ Di Roberto |

| Arbitro: | Pairetto (Nichelino) |

|                |           |  |
| João Silva 75’ | Marcatori |  |

| Arbitro: | Ciampi (Roma) |

|            |           |             |
| Fabbro 74’ | Marcatori | 91’ Caprari |

| Arbitro: | Nasca (Bari) |

|                          |           |  |
| Župarić 43’ Politano 57’ | Marcatori |  |

| Arbitro: | Ostinelli (Como) |

|  |           |              |
|  | Marcatori | 18’ Sforzini |

| Arbitro: | Pinzani (Empoli) |

|             |           |                        |
| Mascara 56’ | Marcatori | 12’ Dybala 76’ Belotti |

| Arbitro: | Cervellera (Taranto) |

|  |           |                         |
|  | Marcatori | 65’ Caprari 90’ Brugman |

| Arbitro: | Roca (Foggia) |

|                         |           |                                |
| Brugman 21’ Mascara 86’ | Marcatori | 23’ Di Michele 88’ Fischnaller |

| Arbitro: | Gavillucci (Latina) |

|                                                      |           |  |
| And. Caracciolo 23’ (rig.) Di Cesare 79’ Valotti 83’ | Marcatori |  |

| Arbitro: | Saia (Palermo) |

|             |           |               |
| Caprari 33’ | Marcatori | 63’ N. Rigoni |

| Arbitro: | Chiffi (Padova) |

|             |           |  |
| Maiello 36’ | Marcatori |  |

| Pescara 26 aprile 2014, ore 15:00 CEST 36ª giornata | Pescara       | 0 – 0 referto | Novara | Stadio Adriatico\| Arbitro: \| Ciampi (Roma) \| |
| Arbitro:                                            | Ciampi (Roma) |               |        |                                                 |

| Arbitro: | Maresca (Napoli) |

|                                  |           |  |
| Di Gaudio 17’ Sgrigna 85’ (rig.) | Marcatori |  |

| Arbitro: | Minelli (Varese) |

|              |           |  |
| Sforzini 69’ | Marcatori |  |

| Arbitro: | Di Paolo (Avezzano) |

|                                 |           |                     |
| A. Rossi 38’ Maniero 51’ (rig.) | Marcatori | 6’ Gatto 74’ Amenta |

| Arbitro: | Gavillucci (Latina) |

|                          |           |             |
| Vinícius 35’ Improta 62’ | Marcatori | 64’ Mascara |

| Arbitro: | Merchiori (Ferrara) |

|                               |           |                          |
| Maniero 33’ (rig.) Ragusa 71’ | Marcatori | 80’ Mangni 90’ Mazzarani |

| Arbitro: | Candussio (Cervignano del Friuli) |

|                                    |           |  |
| Di Francesco 70’ (aut.) Tavano 74’ | Marcatori |  |

### Coppa Italia
| Arbitro: | Fabbri (Ravenna) |

|             |           |  |
| Maniero 13’ | Marcatori |  |

| Arbitro: | Massa (Imperia) |

|              |           |                        |
| Immobile 52’ | Marcatori | 47’ Maniero 58’ Ragusa |

| Arbitro: | Irrati (Pistoia) |

|                                   |           |  |
| Ebagua 8’ Sansovini 45’ Rivas 88’ | Marcatori |  |